# Славные парни (фильм, 2016)
«Славные парни» (англ. The Nice Guys) — комедийный детектив режиссёра Шейна Блэка по сценарию Блэка и Энтони Багароцци. В главных ролях — Райан Гослинг и Рассел Кроу. Премьера в США состоялась 20 мая 2016 года, в России — 16 июня 2016 года.

## Сюжет
Действие фильма происходит в 1978 году в Лос-Анджелесе. В самом начале фильма в автокатастрофе погибает порнозвезда Мисти Маунтинс. Последними её словами становятся «Как тебе моя тачка, здоровяк?».
Через два дня после похорон тётя порноактрисы, миссис Гленн, видит её в окне живую. Она нанимает частного детектива Холланда Марча, чтобы он нашёл племянницу. В это самое время молодая девушка по имени Амелия нанимает костолома Джексона Хили для устрашения людей, которые за ней следят. Одним из этих людей оказывается Марч, который в поисках порнозвезды вышел на Амелию. Хили приходит к нему домой и избивает, сломав при этом руку. На выходе из дома он встречает девочку-подростка по имени Холли, которая оказывается дочкой Марча.
Вечером того же дня Хили, вернувшись домой, обнаруживает у себя двух костоломов. Костоломы избивают его, требуя назвать местонахождение Амелии. Один из них, открыв сумку Хили, получает синей краской в лицо и пытается скормить Хили его же аквариумных рыбок. Джексон понимает, что Амелия в опасности, и ищет совета у частного сыщика, коим оказывается Марч.
Он находит детектива в туалете боулинг-клуба, где его дочь отмечает день рождения. Холланд, не намеренный помогать человеку, который сломал ему руку, сперва отказывается от поиска Амелии, но потом всё-таки идёт на дело. Они находят группу, в которой Амелия является активисткой.
Марч и Хили выясняют, что Амелия не пришла на встречу, а у её парня, Дина, сгорел дом. Заплатив активисту по имени Чет 20 долларов, парни приезжают к дому Дина. Чет сообщает, что Дин снял экспериментальный фильм с Мисти Маутинс и Амелией, но плёнка с фильмом сгорела, а вместе с ней и дом Дина, и сам Дин. У проезжающего мимо мальчишки Холланд узнаёт, что к производству фильма имеет отношение некий «Кляча», который оказывается продюсером порнофильмов Сидом Клетчером.
Вечером того же дня Марч, Хили и Холли отправляются на вечеринку Клетчера. На ней Хили находит полосатый пиджак с приколотой к чехлу пометкой «Мисти „Как тебе моя тачка, здоровяк?“, сцена 1» и лист бумаги с адресом. Марч же, напившись, падает с балкона и случайно находит в лесу труп Клетчера. Также в лесу Марч замечает девушку (Амелию). В это время Холли, общаясь с различными людьми на вечеринке и представляясь сестрой Амелии, обнаруживает, что её «сестра» действительно была на той вечеринке, но ушла.
Синелицый ловит Холли, когда она уже собиралась уходить. Он требует указать местоположение Амелии и удерживает девочку в машине. В это время Хили замечает на вечеринке «Старшего» и ввязывается с ним в драку. Когда Синелицый пытается поймать Амелию, Холли обезоруживает его и кричит Амелии, чтобы та бежала, и убегает вместе с ней. Хили, разобравшись со Старшим, видит убегающих Амелию, Холли и Синелицего и бежит за ними. Марч также выезжает за ними на машине одного из гостей.
На дороге Синелицый пытается убить Холли и Амелию, но оказывается сбит чёрным фургоном. Холли остаётся с пострадавшим, Амелия сбегает. Вышедший из леса Хили, отправив Холли искать скорую, добивает бандита. Но тот перед смертью сообщает о том, что за ними идёт некий «Джон Бой».
Вскоре Хили и Марча вызывает Джудит Каттнер, сотрудница Министерства юстиции и мать Амелии. Она сообщает, что мафиозный клан из Лас-Вегаса пытается взять Лос-Анджелес под контроль, и в этом как-то замешана её дочь. Она нанимает Марча и Хили, чтобы те нашли её дочь и защитили её.
На следующий день Хили решает выехать в аэропорт Бербанка, думая, что Амелия пытается покинуть Лос-Анджелес. Он просит у Марча расшифровать записку, и тот определяет, что у девушки встреча в жилом доме Бербанк Апартментс. Но на месте оказывается, что дом снесли несколько лет назад, и парням приходится ехать в аэропорт Бербанка. В гостинице рядом с аэропортом выясняется, что Амелия искала встречи с нью-йоркскими бизнесменами в поисках помощи, а также то, что некто Джон тоже искал Амелию. Хили понимает, что Джон Бой прибыл, чтобы устранить девушку. Они поднимаются в пентхаус, но обнаруживают, что там уже началась бойня. Хили и Марч уже собираются уезжать, думая, что Амелия мертва, но тут Амелия падает на крышу машины парней. Марч отвозит её домой, где девушка, придя в себя, рассказывает, что её мать заключила противозаконную сделку с детройтскими автомобильными компаниями. Это может навредить и без того хрупкой экологии Лос-Анджелеса, поэтому девушка решила снять фильм под названием «Как тебе моя тачка, здоровяк?», показывающий грязные деяния матери. А теперь её мать пытается устранить всех, кто что-либо знает о её делах, в том числе и родную дочь, причём делает это абсолютно безнаказанно.
В это время Талли, ассистентка миссис Каттнер, звонит Марчу и сообщает, что её хозяйке необходимо срочно передать 100000 долларов наличными. Марч сообщает, что они нашли Амелию, и Талли вызывает на дом семейного врача. Марч вместе с Хили получает чемодан с деньгами и выезжает передать деньги, но засыпает за рулём. В результате машина попадает в небольшую аварию, и содержимое чемоданчика высыпается наружу; там оказываются куски резаной бумаги. Парни едут домой, понимая, что Амелия в опасности.
В это время на дом к Марчам приходит семейный врач доктор Малик. Но подруга Холли Джессика, болтая по телефону, ненароком упоминает о том, что у персонажа по имени Джон Бой довольно крупная родинка на щеке. Холли понимает, что доктор Малик на самом деле никакой не доктор, а наёмный убийца. Подъехавшие к дому Марч и Хили вступают в перестрелку с Джоном, в результате которой на дом Марчей падает пальма. Холланд прячет дочь, её подругу и Амелию в чулане и говорит им не высовываться. После перестрелки Джон уезжает. Амелия, сбежав из чулана, останавливает машину и просит водителя подвезти её. К сожалению, за рулём оказывается Джон Бой, который немедленно убивает девушку.
На следующий день Хили и Марч отправляются в суд, но там им сообщают, что их дело обречено на поражение. По возвращении домой Марч обнаруживает миссис Гленн, которая всё-таки хочет разобраться с делом племянницы. Она упоминает полосатый пиджак, который Хили нашёл на вечеринке. Все трое едут домой к Мисти, где обнаруживают, что подслеповатая миссис Гленн видела племянницу на экране. Они понимают, что Амелия подстраховалась и сделала копию фильма. Они решают найти Чета, который работает киномехаником на выставке автомобилей. На выставке, проходящей в отеле, Марч и Хили, оставив Холли в качестве караульного, начинают искать плёнку. В киноаппаратной их находит Талли и наставляет на парней пистолет. Под видом обслуживания номеров Холли проходит в киноаппаратную и выливает на бандитку кофе, думая, что он горячий, но он холодный. Та поскальзывается на нём и отключается.
В это время Джон Бой, прибывший на выставку, находит Чета, который работает киномехаником на выставке, в баре, и узнаёт, что фильм Амелии вклеен в середину другого фильма. Эту же информацию Джексон получает от избитого до полусмерти Чета. Холли подслушивает, как Джон Бой говорит об этом Старшему, и тот берёт её в заложники. В результате небольшой потасовки Холланд сбрасывает бандита с крыши, но при этом сам падает оттуда. Марч приземляется в бассейн, Старший разбивается насмерть. В это время уже завязалась потасовка между Хили и Джоном. Холли возвращается в проекторную и выбивает из рук очнувшейся Талли плёнку. Она укатывается вниз, и в погоню за ней пускаются Марч, Хили, Джон Бой и ещё несколько бандитов миссис Каттнер. Хили и Джон Бой вступают в битву на террасе, и Хили почти убивает Джона, но оказывается остановлен Холли. Марч тем временем ловит плёнку.
Джудит арестовывают, но представителей «Большой детройтской тройки» отпускают. Джудит комментирует это так: «Что хорошо для Детройта, хорошо для всей Америки». В финале фильма Холланд Марч и Джексон Хили открывают собственное детективное агентство и называют его «Славные парни».

## В ролях
| Актёр                | Роль           |
| -------------------- | -------------- |
| Райан Гослинг        | Холланд Марч   |
| Рассел Кроу          | Джексон Хили   |
| Мэтт Бомер           | Джон Бой       |
| Ким Бейсингер        | Джудит Каттнер |
| Маргарет Куэлли      | Амелия Каттнер |
| Джек Килмер          | Чет            |
| Энгаури Райс         | Холли Марч     |
| Тай Симпкинс         | Бобби          |
| Кит Дэвид            | старший парень |
| Бо Напп              | Синелицый      |
| Роберт Дауни-младший | Сид Клетчер    |

## Создание
В июне 2014 года было объявлено, что Шейн Блэк снимет фильм «Славные парни» с Райаном Гослингом и Расселом Кроу в главных ролях, и Джоэлом Сильвером в качестве продюсера. Права на распространение фильма на территории Северной Америки принадлежат Warner Bros. 16 сентября стало известно, что в фильме сыграют Маргарет Куэлли и Ангури Райс. 29 сентября Мэтт Бомер присоединился к актёрскому составу. 20 октября Кит Дэвид и Бо Напп получили роли киллеров-напарников. 21 октября The Hollywood Reporter сообщил, что Ким Бейсингер сыграет в фильме главного судью с подозрительными интересами. 7 ноября Тай Симпкинс получил роль Бобби. 8 ноября компании BLOOM продали международные права на распространение фильма. 13 ноября Джек Килмер присоединился к фильму в роли киномеханика Чета.

### Съёмки
Съёмки фильма начались 27 октября 2014 года в Атланте. На первый и второй день актёры были замечены на съёмках в Каслберри Хилл, вблизи Атланты и Декатура, также несколько ночных сцен снимались в Peters Street Bridge. 31 октября в Атланте снимались сцены у полицейского участка с участием статистов. Съёмки также проходили в Лос-Анджелесе.